# Channarayapatna
Channarayapatna (o Channarayapattana, Chanzarayapatna) è una città dell'India di 33.240 abitanti, situata nel distretto di Hassan, nello stato federato del Karnataka. In base al numero di abitanti la città rientra nella classe III (da 20.000 a 49.999 persone).

## Geografia fisica
La città è situata a 12° 54' 16 N e 76° 23' 30 E e ha un'altitudine di 827 m s.l.m..

## Società

### Evoluzione demografica
Al censimento del 2001 la popolazione di Channarayapatna assommava a 33.240 persone, delle quali 16.980 maschi e 16.260 femmine. I bambini di età inferiore o uguale ai sei anni assommavano a 3.821, dei quali 1.949 maschi e 1.872 femmine. Infine, coloro che erano in grado di saper almeno leggere e scrivere erano 24.313, dei quali 13.184 maschi e 11.129 femmine.